# 劳特罗普氏菌属
劳特罗普氏菌属为伯克氏菌科的一个属。该属以 Hans Lautrop 的名字命名，模式种为奇异口动菌（Lautropia mirabilis）。

## 下属物种
- 奇异口动菌 Lautropia mirabilis Gerner-Smidt et al. 1995